# 제20회 부천국제애니메이션페스티벌
제20회 부천국제애니메이션페스티벌은 2018년 10월 19일에 열린 시상식이다.

## 수상 및 후보

### 본상-대상 (장편)
- 멋진 케이크 - 마크 제임스 로엘스 외 1명 수상

### 본상-대상 (단편)
- 솔라 워크 - 레카 부시 수상

### 본상-심사위원상 (장편)
- 푸난 - 드니 도 수상

### 본상-심사위원상 (단편)
- 유년의 기억 - 루이스 바그넬 수상

### 본상-심사위원상 (학생)
- 여동생 - 스치 송 수상

### 본상-심사위원상 (TV&커미션드)
- B: 더 비기닝 - 나카자와 카즈토 수상
- 엘라, 오스카와 후 - 엠마뉴엘 린더어 수상

### 본상-심사위원상 (한국)
- 더 앵글러 - 장승욱 수상

### 본상-우수상 (장편)
- 여주인님은 초등학생 - 코사카 키타로 수상

### 본상-우수상 (단편)
- 할아버지가 숨어있어요 - 앤 휑 수상
- 에그 - 마르티나 스카팰리 수상

### 본상-우수상 (한국)
- 춤추는 개구리 - 김진만 수상

### 본상-우수상 (학생)
- 데이지 - 유유 수상

### 본상-관객상 (장편)
- 여주인님은 초등학생 - 코사카 키타로 수상

### 본상-관객상 (단편)
- 침략자들 - 다니엘 프린스 수상

### 본상-애니비초이스상 (단편)
- 유년의 기억 - 루이스 바그낼 수상

### 본상-네티즌 초이스 (해외)
- 너구리와 손전등 - 김한나 수상

### 본상-네티즌 초이스 (국내)
- 화장실 - 김은경 외 1명 수상

### 특별상-DHL DIVERSITY상
- 광란의 축제 - 니키타 디아커 수상

### 특별상-코코믹스
- 라스트픽션 - 아쉬칸 라고자르 수상

### 특별상-EBS
- 위험한 악수 - 알랭 가뇰 외 1명 수상

### 특별상-YES24 홍대던전상
- 숲에 숨은 달 - 우메하라 타카히로 수상

### 특별상-학생
- 왜곡된 시선 - 사디 아딥 수상

### 장편경쟁부문
- 한 남자가 죽었다 - 올리비에 꼬쉬
- 라스트 픽션 - 아쉬칸 라고자르
- 멋진 케이크! - 마크 제임스 로엘스 외 1명
- 티토와 새 - 구스타보 스타인버그 외 2명
- 푸난 - 드니 도
- 우리의 계절은 - 리 하오린 외 2명
- 숲에 숨은 달 - 우메하라 타카히로
- 장미여관 - 여은아
- 여주인님은 초등학생 - 코사카 키타로

### 단편경쟁부문
- 1시간에 1미터 - 니콜라 드보
- 파란 고래 - 데이비드 얀센
- 드림랜드 - 미즈에 미라이
- 파이팅 파블로 - 로베 버베크
- 히어로즈 - 후안 파블로 자라멜라
- 무지개 칠하는 법 - 에릭 오
- 침략자들 - 다니엘 프린스
- 할아버지가 숨어있어요 - 앤 휑
- 주테라피 - 앨리슨 스노든 외 1명
- 영국탈출 - 크리스 쉐퍼드
- 에그 - 마르티나 스카팰리
- 유년의 기억 - 루이스 바그넬
- 나의 달 - 이어송
- 레이몬드의 상상탈출 - 사라 반 덴 붐
- 위험한 악수 - 알랭 가뇰 외 1명
- 봄바람 - 첸커위
- 광란의 축제 - 니키타 디아커
- 어느 돌 아래에서 기어나왔을까 - 다니엘 슈지치
- 가려진 진실 - 샌더 준 외 6명
- 솔라 워크 - 레카 부시
- 다시 찾은 사랑 - 네스 놈
- 클레멘스의 오후 - 르니르 모랑
- 낯선 통화 - 안카 다미안
- 소용돌이 - 보리스 라베
- III - 마르타 파옉
- 블로이스트라트 11 - 닝크 도이츠
- 성형중독 - 데이비드 바로우-크렐리나
- 코요테 - 로렌즈 분데르
- 비밀 - 엘로디 데르망주
- 메이크 잇 소울 - 쟝-찰스 엠보띠 마로로
- 타스마니아 호랑이 - 버지니에 키튼
- 양들의 시간 - 사라 아구스토 외 2명
- 우아한 시체 - 스테파니 랑사크
- 사이클리스트 - 벨코 포포비치
- 포용 - 저스틴 불스테커
- 인어와 코뿔소 - 빅토리아 트라웁
- 리런스 - 로스토
- 비닐봉지의 습격 - 가브리엘 하렐
- 언트래블 - 애나 네델코빅 외 1명
- 으앙 - 가부키 사와코

### 학생경쟁부문
- 할아버지 - 찬케인 외 4명
- 바쿠스 - 리케 알마 크로그쉐브 프랜네타
- 취준생 배리 - 센 안치
- 비하인드 스토리 - 박하빈
- 버터플라이 - 에비 보이스
- 캔디크러쉬 - 끌로에 휴
- 겨울의 연인 - 기울리아 비안치 외 1명
- 얼음나라 이야기 - 베로니카 엘 몬타노 외 1명
- 낯선 계절 - 니콜라스 케피티안 외 3명
- 엄마와 딸 - 가브리엘라 마쉬
- 어디에도 없는 - 조현정
- 여동생 - 스치 송
- 달콤한 이야기 - 모리츠 비엔
- 단 땀 - 김정현
- 파란 손 - 미카엘 세피로브 외 1명
- 나 태어난 곳 - 차정민
- 내가 맞을거야 - 첸엔리앙
- 데이지 - 유유
- 사랑하는 할아버지께 - 임소영
- 팩토리 - 오카모토 치히로
- 먼지 속에서 - 알레산드라 보아또 외 2명
- 피시보이 - 애니타 브루베레
- 왜곡된 시선 - 사디 아딥
- 고스토리 - 알베타 고베로바
- 인애니메이트 - 루시아 불게로니
- 어떤 여행 - 마렉 제산
- 그냥 걷기 - 한수빈
- 빨래방 - 메델린네 세이어스
- 꽃이 저문 자리 - 윤우정 외 1명
- 생쥐 인간 - 제레미 벡쿼

### TV&커미션드경쟁부문
- 안시 인트로 심야상영 - 안톤 & 미르카
- B: 더 비기닝 - 나카자와 카즈토
- 보토스 가족 - 이희영
- 잡동사니 - 제프 르 바스 외 1명
- 우리는 친구가 될 수 있을거야 - 모스 스튜디오
- 돌리.제로 - 우고 비엥비뉴
- 에디뜨 피아프의 스파크 - 조셉 월라스
- 엘라, 오스카와 후 - 엠마뉴엘 린더어
- 브리드 - 에브라 엘미리오
- 그녀를 위한 그 - 송경원
- 도와줘 - 윤광현
- 나는 쓸모 없어 - 고혜민
- 작은 말라바 - 패트릭 볼브
- 로투스 - 카타야마 타쿠토
- 사랑은 유기체 - 아라이 후유
- 레지스트 - 김영덕
- 쏘 롱 - 아이리스 프랭크하이젠
- 완전한 자유 - 세바스티앙 로덴바흐

### 온라인경쟁부문
- 버스 히어로 - 마츠나가 마리카
- 순애 - 정민지
- 아이코닉 걸 - 미야시마 마유코
- 기차를 다시 움직일 때야 - 서현주 외 1명
- 오 & 예 - 리웬유
- 너구리와 손전등 - 김한나
- 레나타 - 장렌샹
- 슈눅셀 - 레오 벡커
- 슈 - 김진형
- 사랑을 빵야! - 이소연 외 2명
- 쇼 유어 컬러 - 추백동
- 화장실 - 김은경 외 1명
- 달빛 까마귀 - 츠신 양
- 예스위캔! - 정희지 외 2명

### 한국경쟁부문
- 춤추는 개구리 - 김진만
- 하녀들 - 노영미
- 망자의 섬 - 김지현
- 나이트 라이트 - 김주임
- 도서관 속의 빨간 문 - 박 솔
- 제사 - 이규리
- 언빌리버블 스페이스 러브 - 뿡빵뀨
- 더 앵글러 - 장승욱
- 검은 악어 - 장나리
- 빛 - 김혜진

### 초청장편
- 연애하루전 - 리코
- 슈퍼문 - 홍대영
- K SEVEN STORIES 메모리 오브 레드 ~BURN~ - 스즈키 신고
- 극장판 일곱 개의 대죄:천공의 포로 - 아베 노리유키 외 1명
- 나츠메 우인장: 세상과 연을 맺다 - 오오모리 타카히로 외 1명
- 미스 모노크롬 디 애니메이션 - 이와사키 요시아키

### 애니 투게더
- 돼지저금통 TV로블록스 - 조상민
- 스페이스벅- 지구로 가는 길 - 윤유병 외 1명
- 신비아파트: 금빛 도깨비와 비밀의 동굴 - 김병갑
- 뽀롱뽀롱 뽀로로 - 신창환
- 꼬마버스 타요 외 1개 - 송인욱 외 1명
- 플라워링 하트 시즌2 외 1개 - 이우진 외 1명
- 마리 이야기 - 이성강
- 소중한 날의 꿈 - 안재훈 외 1명
- 점박이: 한반도의 공룡 - 한상호

### Hello! 안시: 안시2018 수상작
- 애프터워크 - 루이스 우손 외 1명
- 하이브리드 - 플로리안 브라흐 외 4명
- 위크엔드 - 트레버 히메네즈
- 바비큐 - 제니 조클라
- 에그 - 마르티나 스카팰리
- 사이클리스트 - 벨코 포포비치
- 블로이스트라트11 - 닝크 도이츠
- 인애니메이트 - 루시아 불게로니

### Hello! 안시: 안시키즈
- 브루클린 산들바람 - 앨릭스 부도브스키
- 링크 - 로버트 로벨
- 숲 속의 산책 - 휴고 프래셋토
- 봄바람 - 첸커위
- 컬러버즈 - 오아나 라르쿠아
- 겨울이 끝나가고 - 쿠엔틴 마르콜트
- 퍼니 피쉬 - 크리쉬너 챈드런 에이. 네어
- 미술관 견학 - 엔지 파크 이 리
- 개미 - 줄리아 오커
- 언덕 위의 돼지 - 제미 웰리스 외 1명

### 특별전: 애니메이션+문학
- 엑스트라오디너리 테일 - 애드거 앨랜 포 - 라울 가르시아
- 알수 없는 여인에게 - 로베르 데스노스

### 특별전: 콘 사토시
- 퍼펙트 블루 - 콘사토시
- 천년여우 - 콘 사토시